# Aethiothemis diamangae
Aethiothemis diamangae är en trollsländeart som beskrevs av Cynthia Longfield 1959. Aethiothemis diamangae ingår i släktet Aethiothemis och familjen segeltrollsländor. Inga underarter finns listade i Catalogue of Life.